# Clase Iwo Jima
La clase Iwo Jima de la Armada de los Estados Unidos consistió de siete buques de asalto anfibio tipo LPH (landing plataform helicopter): Iwo Jima (1961), Okinawa (1962), Guadalcanal (1963), Guam (1965), Tripoli (1966), New Orleans (1968) e Inchon (1970). Estuvieron servicio entre los años 1961 y 2002.
Fueron naves con capacidad para veinte helicópteros y mil ochocientos marines. Todas portaron nombres de batallas del US Marine Corps de la II Guerra Mundial. La cabeza de serie, Iwo Jima, fue comisionada en 1961 y de baja en 1993. Algunas participaron de la guerra de Vietnam y otros de la guerra del Golfo.

## Historial operativo
Los barcos de esta clase participaron en varios conflictos y operaciones de mantenimiento de la paz y ayuda humanitaria:
- Soporte de prueba de armas nucleares, Atolón Johnston 1962
- Crisis de los misiles de Cuba, 1962
- Guerra de Vietnam 1963-1973
- Guerra Civil Dominicana 1965
- Recuperación de naves espaciales Gemini y Apolo 1966-1975
- Crisis de los rehenes en Irán 1980
- Fuerza Multinacional en el Líbano, 1982-1983
- Operación Furia Urgente, Granada, 1983
- Operación Earnest Will, Golfo Pérsico 1987-1988
- Operación Sharp Edge, Liberia, 1990
- Guerra del Golfo, Kuwait e Irak, 1990-1991
- Operación Salida del Este, Somalia , 1991
- Operación Restaurar la Esperanza, Somalia, 1993
- Operación Continuar la Esperanza, Somalia, 1994
- Operación Vuelo Denegado, Bosnia, 1994
- Operación Defender la Democracia, Haití, 1994
- Operación Guerrero Vigilante, Kuwait, 1994
- Operación Respuesta Asegurada, Liberia, 1996

Un barco de esta clase, el USS Guam, se utilizó en un experimento de barco de control marítimo de 1970-1974 para probar el concepto de un portaaviones más pequeño que utiliza aviones V/STOL.
Otro barco, el Inchon, se convirtió en un barco de contramedidas de minas que albergaba helicópteros de barrido de minas.
El diseño del casco de la clase Iwo Jima también se convirtió en la base de los barcos de mando anfibios clase Blue Ridge, un poco más grandes.

## Unidades
| Nombre      | Número | Puesto en gradas | Botado | Asignado | Baja | Destino                     |
| ----------- | ------ | ---------------- | ------ | -------- | ---- | --------------------------- |
| Iwo Jima    | LPH-2  | 1959             | 1960   | 1961     | 1993 | Desguazado                  |
| Okinawa     | LPH-3  | 1960             | 1961   | 1962     | 1992 | Hundido como buque objetivo |
| Guadalcanal | LPH-4  | 1961             | 1963   | 1963     | 1994 | Hundido como objetivo       |
| Guam        | LPH-5  | 1962             | 1964   | 1965     | 1998 | Hundido como objetivo       |
| Tripoli     | LPH-10 | 1964             | 1965   | 1966     | 1995 | Desguazado en 2018          |
| New Orleans | LPH-11 | 1966             | 1968   | 1968     | 1997 | Hundido como objetivo       |
| Inchon      | LPH-12 | 1968             | 1969   | 1970     | 2002 | Hundido como objetivo       |